# Julijci
Das europäische Vogelschutzgebiet Julijci liegt auf dem Gebiet der Gemeinden Tolmin, Radovljica und Jesenice im Nordwesten Sloweniens. Das etwa 886 km² große Vogelschutzgebiet umfasst den slowenischen Teil der Julischen Alpen mit dem höchsten Berg Sloweniens, dem 2864 m. i. J. hohen Triglav. Das Gebiet ist nahezu deckungsgleich mit dem Triglav-Nationalpark. Das Gebiet zeichnet sich durch viele charakteristische alpine Lebensräume, wie Gletscher, Gletscherseen, Latschen- und Lärchenwäldern, alpinen Matten, Geröllhalden und Felsen aus.
Auf italienischer Seite wird das Schutzgebiet als Vogelschutzgebiet Alpi Giulie weitergeführt.

## Schutzzweck
Folgende Vogelarten sind für das Gebiet gemeldet; Arten, die im Anhang I der Vogelschutzrichtlinie geführt sind, sind mit * gekennzeichnet:
| Bild             | Anhang I | EU Code | Art              | wissenschaftlicher Name |
| ---------------- | -------- | ------- | ---------------- | ----------------------- |
| Raufußkauz       | *        | A223    | Raufußkauz       | Aegolius funereus       |
| Alpensteinhuhn   | *        | A109    | Alpensteinhuhn   | Alectoris graeca        |
| Steinadler       | *        | A091    | Steinadler       | Aquila chrysaetos       |
| Haselhuhn        | *        | A104    | Haselhuhn        | Bonasa bonasia          |
| Wachtelkönig     | *        | A122    | Wachtelkönig     | Crex crex               |
| Schwarzspecht    | *        | A236    | Schwarzspecht    | Dryocopus martius       |
| Wanderfalke      | *        | A103    | Wanderfalke      | Falco peregrinus        |
| Zwergschnäpper   | *        | A320    | Zwergschnäpper   | Ficedula parva          |
| Sperlingskauz    | *        | A217    | Sperlingskauz    | Glaucidium passerinum   |
| Gänsegeier       | *        | A078    | Gänsegeier       | Gyps fulvus             |
| Alpenschneehuhn  | *        | A408    | Alpenschneehuhn  | Lagopus muta helvetica  |
| Neuntöter        | *        | A338    | Neuntöter        | Lanius collurio         |
| Steinrötel       |          | A280    | Steinrötel       | Monticola saxatilis     |
| Steinschmätzer   |          | A277    | Steinschmätzer   | Oenanthe oenanthe       |
| Gartenrotschwanz |          | A274    | Gartenrotschwanz | Phoenicurus phoenicurus |
| Berglaubsänger   | *        | A313    | Berglaubsänger   | Phylloscopus bonelli    |
| Dreizehenspecht  | *        | A241    | Dreizehenspecht  | Picoides tridactylus    |
| Grauspecht       | *        | A234    | Grauspecht       | Picus canus             |
| Braunkehlchen    |          | A275    | Braunkehlchen    | Saxicola rubetra        |
| Habichtskauz     | *        | A220    | Habichtskauz     | Strix uralensis         |
| Birkhuhn         | *        | A409    | Birkhuhn         | Tetrao tetrix tetrix    |
| Auerhuhn         | *        | A108    | Auerhuhn         | Tetrao urogallus        |